# Escolos (Calcídia)

Mapa de l'Antiga Macedònia amb la possible ubicació de Skolos, en la part central de la Península Calcídica.

Escolos (en llatí Scolus, en grec antic Σῶκλος) era una ciutat de la península Calcídica prop d'Olint. Se la menciona juntament amb Espartolos en el tractat entre Atenes i Esparta el 421 aC. Quan els espartans es preparaven per envair Beòcia el 377 aC van quedar aturats en aquest lloc.
Va ser una de les ciutats, juntament amb Argilos, Estagira, Acantos, Olint i Espartolos que el tractat de pau de Nícies de l'any 421 aC entre lacedemonis i atenesos va determinar que serien independents dels dos bàndols. Atenes podia continuar recaptant el tribut que aquestes ciutats havien pagat des de l'època d'Aristides, però no podia forçar-los al fet que es fessin aliats.
Estrabó, que esmenta que era a la zona d'Olint, la distingeix d'una altra ciutat anomenada Escolos situada a Beòcia.
Se'n desconeix la ubicació exacta. S'ha suggerit que podria identificar-se amb un lloc situat a l'oest d'Acant i una altra possibilitat que s'ha proposat és identificar-la amb la moderna Kellion.